# Disneyland (Pariz)
|              | Disneyland park Pariz                                    |
| Naziv        | Disneyland Park Pariz                                    |
| Otvorenje    | 12. travnja 1992.                                        |
| Lokacija     | Marne-la-Vallée                                          |
| Vlasnik      | Euro Disney S.C.A.                                       |
| Web stranica | Službena stranica Disneyland Resort Paris (na engleskom) |

Disneyland Park Paris najvažniji je dio Disneyland Resort Parisa u vlasništvu Euro Disney S.C.A., smješten nekoliko kilometara od Pariza točnije u Marne-la-Vallée. Park je otvoren kao Euro Dineyland s površinom od 19 km² (1/3 države San Marino, kompletno je to radilo 14.500 ljudi iz 100 različitih država. 
Nakon teške financijske krize, 1994. promijenio je ime u Disneyland Resort Paris, ukljućujući Disneyland Park (1992.) u 2.000 hektara vlasništva Disneyja i s parkom Walt Disney Studio Park (2002.). U unutrašnjosti tog kompleksa sagrađeno je 6 hotela temirani na Disneyjovom stilu i jedan ranch nekoliko kilometara od parka. 
Otvorenje Disneyland Paris parka bilo je 12. travnja 1992. nakon izgradnje započete 1988.: mjesto gradnje bilo je jedno od najvećih u cijeloj Europi. Park je napravljen ni iz čega, a to objašnjaje duljinu radova koji je toliko dugo trajao. Trebalo je izgraditi: kanalizaciju, električne veze uz brojne atrakcije, hotele i trgovine te restorane.
Godine 2007. kompleks je dostigao broj od 14,5 milijuna posjetitelja, tj. prosječno 40.000 posjetitelja dnevno. U 2008. ih je bilo 15,3 milijuna, a u 2009. rekordnih 15,4 milijuna.

## Vanjske poveznice
- DisneylandParis.com - Webstranica Disenylanda
- Eurodisney.com - Webstranica EuroDisneyja